# Homopolissacarídeo
Os homopolissacarídeos, homopolissacarídios ou homopolissacáridos são polissacarídeos constituídos por um tipo de açúcar.
Podem ser glícidos estruturais ou de reserva. O amido e o glicogénio, ambos homopolissacarídeos constituídos por glicose, pertencem aos glícidos de reserva. Um exemplo de homopolissacarídeo estrutural é a celulose, também um polímero de glicose.